# Папуга-довгокрил капський
Папуга-довгокрил капський (Poicephalus robustus) — вид папуг, що мешкає на півдні Африки.

## Опис
Довжина тіла папуги — 33 см без хвоста, хвіст — близько 9 см. Основний колір оперення — зелений. Пір'я голови, шиї і грудей жовтувато-коричневого кольору, низ тулуба — блакитно-зелений, спина і крила забарвлені в темно-оливково-зелений колір, плямочка на лобі і край крила зазвичай червоного або цегляно-оранжевого кольору. У окремих особин буває рожевий наліт на щоках. Дзьоб світлий, а окуляри — чорні. Райдужина очей темно коричнева. Колір лап — сірий.

## Спосіб життя
Живуть у мангрових заростях, фруктових садах і саванах. Можуть розбиватися на пари або жити порівняно невеликими групками. Під час польоті спілкуються голосно кричучи. Раціон становлять насіння, ягоди, горіхи, листя і гілочки дерев, квітки. Іноді можуть поїдати комах.
Гнізда влаштовують в дуплах дерев, де самиця зазвичай відкладає два-чотири яйця білого кольору. Пташенята вилуплюються в середньому через 27 днів. Птах невибагливий, довго живе в домашніх умовах.

## Підвиди
- Poicephalus robustus fuscicollis (Kuhl , 1820) — за розміром менше ніж номінальний підвид. Забарвлення в принципі не відрізняється від P. r . suahelicus, за винятком передньої частини тіла, яка у даного підвиду аквамаринова. На лобі самців майже ніколи немає смужки, а у самок вона може бути від червоного до рожевого кольору. Наддзьоб більш короткий, ніж у P. r . suahelicus. Мешкають в Того, Гамбії, Гані.
- Poicephalus robustus robustus (Gmelin , 1788) — є номінальним підвидом, довжина тіла 33 см. Населяють південний схід Африки. Залишилось у природі близько 500 особин.
- Poicephalus robustus suahelicus (Reichenow , 1898) — довжина тіла становить 34 см. Схожий з номінальним підвидом, але, на відміну від нього, має сірі голову і шию. На щоках помітні вкраплення червоного кольору. Самець найчастіше не має смуги на лобі, у самок вона червона з сірими цяточками. Передня частина тулуба зеленого кольору. Наддзьоб більше, ніж у номінального підвиду. Населяють території Мозамбіку, Зімбабве, північ Намібії і Ботсвани, південь дельти річки Конго.